# Schwarzschild-Metrik
Die Schwarzschild-Metrik (nach Karl Schwarzschild benannt, auch Schwarzschild-Lösung) bezeichnet, speziell im Rahmen der allgemeinen Relativitätstheorie, eine Vakuumlösung der einsteinschen Feldgleichungen, die das Gravitationsfeld einer homogenen, nicht geladenen und nicht rotierenden Kugel beschreibt.
Das vollständige Schwarzschild-Modell besteht aus der äußeren Schwarzschild-Lösung für den Raum außerhalb der Massenverteilung und der inneren Schwarzschild-Lösung, mit der die Feldgleichungen im Inneren der Massenverteilung unter der zusätzlichen Annahme gelöst werden, dass die Masse ein homogenes Fluid ist. Die Lösungen sind so konstruiert, dass sie an der Grenze der Massenverteilung stetig und differenzierbar aneinander anschließen.

## Äußere Lösung
Die äußere Schwarzschild-Lösung ist die statische Vakuumlösung der Feldgleichungen für den Außenraum einer kugelsymmetrischen Materieverteilung. Sie gilt auch für dynamische Massenverteilungen, sofern sich die Massen nur radial bewegen und die Kugelsymmetrie erhalten bleibt. Sie wurde 1915/16 von dem deutschen Astronomen und Physiker Karl Schwarzschild (unabhängig von Johannes Droste) gefunden und war die erste bekannte exakte Lösung der einsteinschen Feldgleichungen.

### Linienelement
Die einsteinschen Feldgleichungen setzen die Geometrie des Raumes, beschrieben durch den metrischen Tensor {\displaystyle g_{\mu \nu }}, über den Proportionalitätsfaktor der einsteinschen Gravitationskonstante in Beziehung zum Energie-Impuls-Tensor.
Unter den in diesem Fall geltenden Randbedingungen sind die Feldgleichungen elementar integrierbar. Mit der Zeitkoordinate {\displaystyle x^{0}\mapsto t} und den Kugelkoordinaten {\displaystyle (x^{1},x^{2},x^{3})\mapsto (r,\theta ,\phi )} sowie der Ersetzung des Schwarzschild-Radius {\displaystyle 2GM/c^{2}} durch {\displaystyle r_{\mathrm {s} }} ergibt sich als Linienelement:
{\displaystyle \mathrm {d} s^{2}=g_{\mu \nu }\mathrm {d} x^{\mu }\mathrm {d} x^{\nu }=-c^{2}\left(1-{\frac {r_{\mathrm {s} }}{r}}\right)\mathrm {d} t^{2}+{\frac {1}{1-{\frac {r_{\mathrm {s} }}{r}}}}\mathrm {d} r^{2}+r^{2}\mathrm {d} \theta ^{2}+r^{2}\sin ^{2}(\theta )\mathrm {d} \phi ^{2}}
Diese Koordinaten bezeichnet man als Schwarzschild-Koordinaten. Die Vorzeichen entsprechen der in der Relativitätstheorie meist verwendeten Raum-Zeit-Signatur {\displaystyle \textstyle \left(-,+,+,+\right)}.
In einem natürlichen Einheitensystem mit {\displaystyle G=c=1,r_{\mathrm {s} }=2M} wird das Linienelement zu
{\displaystyle \mathrm {d} s^{2}=-\left(1-{\frac {2M}{r}}\right)\mathrm {d} t^{2}+{\frac {1}{1-{\frac {2M}{r}}}}\mathrm {d} r^{2}+r^{2}\mathrm {d} \theta ^{2}+r^{2}\sin ^{2}(\theta )\;\mathrm {d} \phi ^{2}}.
Im Unterschied zu Kugelkoordinaten in einem euklidischen Raum tragen hier die Koordinatendifferenziale {\displaystyle \mathrm {d} t^{2}} und {\displaystyle \mathrm {d} r^{2}} Vorfaktoren, die von {\displaystyle r} abhängig sind. Sie sind die Komponenten des zweistufigen metrischen Tensors {\displaystyle g_{\mu \nu }} in Schwarzschild-Koordinaten. {\displaystyle M} entspricht bis auf konstante Faktoren der gravitierenden Zentralmasse.
Die physikalische Distanz {\displaystyle \Delta R} zwischen {\displaystyle r_{1}} und {\displaystyle r_{2}} beträgt dann nicht {\displaystyle r_{2}-r_{1}}, sondern hat den größeren Wert
{\displaystyle \Delta R=\int _{r_{1}}^{r_{2}}{\frac {\mathrm {d} r}{\sqrt {1-{\frac {r_{\mathrm {s} }}{r}}}}}=\left.\left(r{\sqrt {1-{\frac {r_{\mathrm {s} }}{r}}}}+{\frac {r_{\mathrm {s} }}{2}}\ln {\frac {1+{\sqrt {1-{\frac {r_{\mathrm {s} }}{r}}}}}{1-{\sqrt {1-{\frac {r_{\mathrm {s} }}{r}}}}}}\right)\right|_{\displaystyle {{r=}\ r_{1}}}^{\displaystyle {{r=}\ r_{2}}}.}
Für Abstände {\displaystyle r}, die groß gegenüber dem Schwarzschild-Radius {\displaystyle r_{\mathrm {s} }} sind, lässt sich dies um {\displaystyle {\frac {r_{\mathrm {s} }}{r}}\approx 0} entwickeln und ergibt:
{\displaystyle \Delta R=r_{2}-r_{1}+{\frac {r_{\mathrm {s} }}{2}}\left(\ln {\frac {r_{2}}{r_{1}}}+{\mathcal {O}}\left({\frac {r_{\mathrm {s} }}{r_{2}}}\right)+{\mathcal {O}}\left({\frac {r_{\mathrm {s} }}{r_{1}}}\right)\right)}
Als Folge dessen hat eine Kugelschale gegebenen Umfangs in Anwesenheit einer zentralen Masse ein größeres Volumen als in Abwesenheit der Masse.

### Geometrische Deutung

Äußere Schwarzschild-Lösung (Flammsches Paraboloid)

Das Linienelement kann auf zwei Arten interpretiert werden:

#### Die eine Interpretation
Deutet man die radiale Koordinatenlinie {\displaystyle r} als real begehbaren Weg, so stellt der im Linienelement enthaltene metrische Tensor ein Spin-2-Feld dar. Dass dieses Feld Gleichungen gehorcht, die sich aus der riemannschen Geometrie herleiten lassen, wird in diesem Fall nur als beiläufig erachtet.
Die beim Schwarzschild-Radius befindliche Grenzfläche nennt man den Ereignishorizont, wobei letzterer Begriff auch als Synonym für den Schwarzschild-Radius verwendet wird. An dieser Stelle besitzt der radiale Teil der Metrik eine Koordinatensingularität, ein Artefakt der Schwarzschild-Koordinaten. Durch Wahl geeigneter Koordinaten, wie der Kruskal-Szekeres-Koordinaten, kann dieses Problem beseitigt werden. Innerhalb des Schwarzschild-Radius vertauschen Raum- und Zeitkoordinate ihre Bedeutung, da das radiale Linienelement zeitartig und das vormals zeitartige Linienelement raumartig wird. Eine Bewegung durch den Raum wird eine Bewegung durch die Zeit und umgekehrt.
Ein Ereignishorizont existiert erst, wenn sich eine große Masse, wie etwa der Kern eines schweren Sterns, auf einen Bereich innerhalb ihres Schwarzschild-Radius zusammengezogen hat – Masse außerhalb eines Radius von {\displaystyle 2M} ist irrelevant. Solch ein Objekt wird als Schwarzes Loch bezeichnet, wobei dieses bei {\displaystyle r=0} nun eine physikalische Singularität enthält.
Die Kruskal-Szekeres-Koordinaten enthalten Lösungen für eine mögliche Verknüpfung zu einem Weißen Loch, bei dem Materie austreten, aber nicht eindringen kann. Verbindungen dieser Art heißen Wurmlöcher und der Übergang von einem Schwarzen zu einem Weißen Loch die Einstein-Rosen-Brücke. Das Schwarzschild-Wurmloch ist zwar eine mathematische Lösung der einsteinschen Feldgleichungen, kann jedoch nicht existieren, da die Verbindung zu keinem Zeitpunkt geschaffen wird. Selbst im Falle einer offenen Verbindung kollabiert diese bei Annäherung an die Singularität. Stabil wäre sie nur unter Verwendung einer spekulativen negativen Energiedichte.

Mathematischer Plot eines Schwarzschild-Wurmlochs

#### Die andere Interpretation
Die andere Interpretation, die der Veranschaulichung der räumlichen Krümmung in der Schwarzschildlösung dient, lehnt sich an die ursprüngliche Konzeption Einsteins an, Gravitation als Krümmung der Raumzeit zu verstehen. Die Krümmungen der Raumzeit bestimmen dabei die Gravitationswirkungen. Aus Gründen der besseren Verständlichkeit kann man sich die Raumzeit in einen höherdimensionalen Raum eingebettet vorstellen, um dann ihre Krümmung zu veranschaulichen. Für den Raumteil des Schwarzschild-Modells lässt sich die dahinterliegende Geometrie recht einfach offenlegen. Das radiale Linienelement ist ein Element auf der (liegenden) Parabel {\displaystyle w^{2}=4r_{\mathrm {s} }(r-r_{\mathrm {s} })}, wobei {\displaystyle w} die zusätzliche Dimension im Einbettungsraum bezeichnet.
Betrachtet wird ein Schnitt bei {\displaystyle t={\text{const}}} (und damit {\displaystyle \mathrm {d} t=0}) und {\displaystyle \theta ={\tfrac {\pi }{2}}} und die Metrik in den verbliebenen räumlichen Koordinaten:
{\displaystyle {\mathrm {d} s^{2}=\mathrm {d} w^{2}+\mathrm {d} r^{2}+r^{2}\,\mathrm {d} \phi ^{2}=\left(1+\left({\frac {\mathrm {d} w}{\mathrm {d} r}}\right)^{2}\right)\,\mathrm {d} r^{2}+r^{2}\,\mathrm {d} \phi ^{2}={\frac {\mathrm {d} r^{2}}{1-{\frac {r_{\mathrm {s} }}{r}}}}+r^{2}\,\mathrm {d} \phi ^{2}}}
Ein Vergleich der Koeffizienten ergibt {\displaystyle {\left({\frac {\mathrm {d} w}{\mathrm {d} r}}\right)}^{2}={\frac {r_{\mathrm {s} }}{r-r_{\mathrm {s} }}}} und damit die oben angegebene Parabelgleichung.
An {\displaystyle r=0} liegt die Leitlinie der Parabel {\displaystyle w(r)} und an {\displaystyle r=r_{\mathrm {s} }=2M} ihr Scheitel. Rotiert man den oberen Ast der Parabel {\displaystyle (w>0)} um die Leitlinie durch den Winkel {\displaystyle \theta }, erhält man unter Weglassung der dritten Raumdimension eine Fläche 4. Ordnung, das flammsche Paraboloid.
Die Koordinate {\displaystyle r} ist im Rahmen dieser Betrachtung kein begehbarer Weg, sondern eine Hilfsvariable. Innerhalb des Schwarzschild-Radius kann dieses Modell keine Aussagen machen, die Variable {\displaystyle r} hat den Wertebereich {\displaystyle \left[{r_{\mathrm {s} },\infty }\right[}. Das am flammschen Paraboloid entstehende „Loch“ für {\displaystyle r<r_{\mathrm {s} }}, wird mit einer weiteren Fläche überdeckt, die aus der inneren Schwarzschildschen Lösung hergeleitet werden kann.

### Levi-Civita-Zusammenhang und Christoffel-Symbole
Der Levi-Civita-Zusammenhang {\displaystyle \nabla }, der zur Schwarzschild-Metrik gehört, lässt sich durch die Christoffelsymbole {\displaystyle \Gamma _{ij}^{m}} beschreiben. Die von 0 verschiedenen Christoffelsymbole sind in Schwarzschild-Koordinaten und den oben genannten natürlichen Einheiten ({\displaystyle G=c=1,r_{\mathrm {s} }=2M}):
{\displaystyle {\begin{array}{lll}\mathbf {t} &&&&&\mathbf {\theta } &&\\&\Gamma _{tr}^{t}=\Gamma _{rt}^{t}\!\!\!&=\;{\frac {M}{r(r-2M)}}&&&&\Gamma _{r\theta }^{\theta }=\Gamma _{\theta r}^{\theta }\!\!\!&=\;{\frac {1}{r}}\\\mathbf {r} &&&&&&\Gamma _{\phi \phi }^{\theta }&=-\sin \theta \,\cos \theta \\&\Gamma _{rr}^{r}&=-{\frac {M}{r(r-2M)}}&&&\mathbf {\phi } &&\\&\Gamma _{tt}^{r}&=\;{\frac {M(r-2M)}{r^{3}}}&&&&\Gamma _{r\phi }^{\phi }=\Gamma _{\phi r}^{\phi }\!\!\!&=\;{\frac {1}{r}}\\&\Gamma _{\phi \phi }^{r}&=-(r-2M)\,\sin ^{2}\theta &&&&\Gamma _{\theta \phi }^{\phi }=\Gamma _{\phi \theta }^{\phi }\!\!\!&=\;\cot \theta \\&\Gamma _{\theta \theta }^{r}&=-(r-2M)\end{array}}}

### Bewegungsgleichungen
Die Bewegungsgleichung für ein Teilchen unter dem Einfluss der zentralen Masse ist die Geodätengleichung
{\displaystyle {\frac {d^{2}x^{m}}{d\lambda ^{2}}}+\Gamma _{ij}^{m}{\frac {dx^{i}}{d\lambda }}{\frac {dx^{j}}{d\lambda }}=0.}
Die Kurve wird dabei durch den affinen Parameter {\displaystyle \lambda } parametriert. Dieser Parameter darf bei Teilchen mit einer Masse mit der Eigenzeit des Teilchens gleichgesetzt werden.
Aufgrund der Kugelsymmetrie der Raumzeit darf die Bewegung eines Teilchens ohne Beschränkung der Allgemeinheit in der {\displaystyle (r,\phi )}-Ebene untersucht werden. Aus den oben angegebenen Ausdrücken für die Christoffel-Symbole und der genannten Einschränkung der Bewegung auf die {\displaystyle (r,\phi )}-Ebene ergeben sich neben der Gleichung für die zweite Ableitung der Koordinate {\displaystyle t} die zwei folgenden Gleichungen:
{\displaystyle {\frac {\mathrm {d} ^{2}\phi }{\mathrm {d} \lambda ^{2}}}=-{\frac {2}{r}}\,{\frac {\mathrm {d} r}{\mathrm {d} \lambda }}{\frac {\mathrm {d} \phi }{\mathrm {d} \lambda }}}
{\displaystyle {\frac {\mathrm {d} ^{2}r}{\mathrm {d} \lambda ^{2}}}={\frac {M}{r\,(r-2M)}}\left({\frac {\mathrm {d} r}{\mathrm {d} \lambda }}\right)^{2}\,-\,{\frac {M\,(r-2M)}{r^{3}}}\left({\frac {\mathrm {d} t}{\mathrm {d} \lambda }}\right)^{2}\,+\,(r-2M)\left({\frac {\mathrm {d} \phi }{\mathrm {d} \lambda }}\right)^{2}}

#### Lösung für Teilchen mit Masse

Trajektorie eines Testkörpers mit Masse
• links: Lösung der klassischen Newtonschen Mechanik
• rechts: Schwarzschild-Lösung der Relativitätstheorie

Wie bereits beschrieben, darf im Fall nicht verschwindender Masse {\displaystyle m\neq 0} die Ableitung nach dem affinen Parameter {\displaystyle \lambda } durch die Ableitung nach der Eigenzeit {\displaystyle \tau } des Teilchens ersetzt werden. Diese wird im Folgenden mit einem Punkt gekennzeichnet. Zusätzlich kann man aus der Formel für das Linienelement die nützliche Gleichung ableiten, dass das Quadrat der Vierer-Geschwindigkeit {\displaystyle (\mathrm {d} s/\mathrm {d} \tau )^{2}=-1} ist. Daraus kann man durch Umformung die Gleichung
{\displaystyle {\dot {t}}={\sqrt {\frac {1+r\ {\dot {r}}^{2}/(r-2M)+r^{2}\ {\dot {\phi }}^{2}}{1-2M/r}}}}
ableiten. Wird dieser Ausdruck für die erste Ableitung der zeitartigen Koordinate {\displaystyle t} nach der Eigenzeit des Testkörpers in die Formel für die zweite Ableitung der Koordinate {\displaystyle r} nach der Eigenzeit eingesetzt, ergibt sich:
{\displaystyle {\ddot {r}}=\underbrace {-{\frac {M}{r^{2}}}+r{\dot {\phi }}^{2}} _{\text{klass. Term}}\;\underbrace {-3M{\dot {\phi }}^{2}} _{\text{rel. Zusatzterm}}}
Diese Gleichung unterscheidet sich von der klassischen Gleichung nach Newton durch den zusätzlichen Term in der Gleichung für die radiale Komponente. Dieser bewirkt, dass sich Teilchen mit Ausnahme des Falls, in dem die Umlaufgeschwindigkeit die exakte Kreisbahngeschwindigkeit ist, nicht auf geschlossenen Bahnen um das stellare Objekt bewegen:
- Bei Entfernungen {\displaystyle \textstyle r>3M} ist die relativistische Zentrifugalkraft {\displaystyle \textstyle (r-3M){\dot {\phi }}^{2}} gegenüber der klassischen Physik vermindert. Dadurch ist die Krümmung der Bahn abseits der exakten Kreisbahn bei {\displaystyle \textstyle {\dot {\phi }}^{2}={\frac {M}{r^{2}(r-3M)}}} stärker als bei einer Ellipsenbahn und die Bahn schließt sich nicht nach einem Umlauf. Dieser Effekt ist bei Untersuchungen der Periheldrehung der Merkurbahn experimentell bestätigt worden.[12]
- Bei Entfernungen {\displaystyle \textstyle r<3M} hat die relativistische Zentrifugalkraft {\displaystyle \textstyle (r-3M){\dot {\phi }}^{2}} gegenüber der klassischen Physik ein umgekehrtes Vorzeichen. Anschaulich gesehen wirkt somit in diesem Bereich die Zentrifugalkraft anziehend statt abstoßend. Bahnen, die in den Bereich von 1,5 Schwarzschild-Radien um die Masse herum eindringen, führen demzufolge dazu, dass das Teilchen unmittelbar in die Masse stürzt.[11][13]

##### Erhaltungsgrößen und Bewegungsgleichungen
Die in der Schwarzschildmetrik vorhandene Kugelsymmetrie (drei raumartige Killingfelder) führt zur Erhaltung des Drehimpulses, das zeitartige Killingfeld führt zur Erhaltung der Energie.
Um anschauliche Parameter zu verwenden, kann für jeden Punkt der Bahn des Teilchens eine lokale Geschwindigkeit {\displaystyle v} eingeführt werden. Diese Geschwindigkeit wird von einem ruhenden Beobachter mit seiner lokalen Uhr und seinem lokalen Maßstab gemessen. Aufgrund der Beschränkung auf eine Bewegung in der {\displaystyle (r,\phi )}-Ebene kann diese Geschwindigkeit in eine radiale {\displaystyle v^{\parallel }} und eine azimutale Komponente {\displaystyle v^{\perp }} zerlegt werden. Diese Komponenten können wie folgt berechnet werden:
{\displaystyle v^{\parallel }=\left(1-2M/r\right)^{-1}\left({\frac {\mathrm {d} r}{\mathrm {d} t}}\right)\;} und {\displaystyle \;v^{\perp }={\frac {r\;\left({\frac {\mathrm {d} \phi }{\mathrm {d} t}}\right)}{\sqrt {1-2M/r}}}}.
Ferner gilt:
{\displaystyle v^{2}=\left(v^{\parallel }\right)^{2}\;+\;\left(v^{\perp }\right)^{2}}.
Mit Hilfe dieser Definitionen lassen sich die Konstanten der Bewegung (Erhaltungsgrößen), wie Gesamtenergie {\displaystyle E} und Drehimpuls {\displaystyle L} wie folgt ausdrücken:
{\displaystyle L={\frac {mv^{\perp }r}{\sqrt {1-v^{2}}}}\;} und {\displaystyle \;E=m\;{\sqrt {\frac {1-2M/r}{1-v^{2}}}}}
Die Gesamtenergie {\displaystyle E} des Testpartikels setzt sich aus
{\displaystyle E=m+E_{\rm {kin}}+E_{\rm {pot}}=m\;{\sqrt {\frac {1-2M/r}{1-v^{2}}}},}
also der Ruhe-, der kinetischen und der potentiellen Energie zusammen, wobei
{\displaystyle E_{\rm {kin}}=m{\sqrt {1-2M/r}}\left({\frac {1}{\sqrt {1-v^{2}}}}-1\right)\;} und {\displaystyle \;E_{\rm {pot}}=m\left({\sqrt {1-2M/r}}-1\right)}.
Die Bewegungsgleichungen werden mit dem Term
{\displaystyle \xi :={\sqrt {{\frac {E^{2}}{m^{2}}}-\left(1-{\frac {2M}{r}}\right)\left({\frac {L^{2}}{m^{2}\,r^{2}}}+1\right)}}}
als Funktion der Erhaltungsgrößen und der lokalen Dreier-Geschwindigkeit {\displaystyle v} zu:
| bezüglich der Eigenzeit {\displaystyle \tau }:       | als Funktion von {\displaystyle v}:                                                     | bezüglich der Koordinatenzeit {\displaystyle t}:                                                 |
| ---------------------------------------------------- | --------------------------------------------------------------------------------------- | ------------------------------------------------------------------------------------------------ |
| {\displaystyle {\dot {r}}=\xi }                      | {\displaystyle {\dot {r}}=v^{\parallel }{\sqrt {\frac {1-2M/r}{1-v^{2}}}}}              | {\displaystyle {\frac {\mathrm {d} r}{\mathrm {d} t}}={\frac {\xi m}{E}}\;(1-2M/r)}              |
| {\displaystyle {\dot {\phi }}={\frac {L}{m\;r^{2}}}} | {\displaystyle {\dot {\phi }}={\frac {v^{\perp }}{r{\sqrt {1-v^{2}}}}}}                 | {\displaystyle {\frac {\mathrm {d} \phi }{\mathrm {d} t}}={\frac {L}{E\;r^{2}}}\;(1-2M/r)}       |
| {\displaystyle {\dot {t}}={\frac {E}{m\;(1-2M/r)}}}  | {\displaystyle {\dot {t}}={\frac {1}{\sqrt {(1-v^{2})\left(1-{\frac {2M}{r}}\right)}}}} | {\displaystyle {\frac {\mathrm {d} \tau }{\mathrm {d} t}}=1/{\dot {t}}={\frac {m}{E}}\;(1-2M/r)} |
Um die Bahn über den Ereignishorizont hinaus bis zur zentralen Singularität fortzusetzen, ist nur die Form bezüglich der Eigenzeit geeignet, da die Koordinatenzeit bei {\displaystyle r=2M} divergiert.

#### Lösung für Teilchen ohne Masse
Die Lösung der Bewegungsgleichung für Teilchen ohne Masse unterscheidet sich von den Lösungen für Teilchen mit Masse darin, dass das Quadrat der Vierer-Geschwindigkeit {\displaystyle (\mathrm {d} s/\mathrm {d} \lambda )^{2}=0} ist. Die Erhaltungsgrößen und Bewegungsgleichungen haben in diesem Fall deshalb die folgende andere Form.

##### Erhaltungsgrößen und Bewegungsgleichungen
Die Bewegung für Teilchen ohne Masse, wie beispielsweise Photonen, kann ebenfalls über die Erhaltungsgrößen Energie {\displaystyle E} und Drehimpuls {\displaystyle L} des Teilchens beschrieben werden. Die weiter oben beschriebene lokale Dreier-Geschwindigkeit entspricht in diesem Fall immer der
Lichtgeschwindigkeit. Hier gilt deshalb {\displaystyle v=1}. Die Erhaltungsgrößen lassen sich wieder durch die Komponenten von {\displaystyle v} wie folgt ausdrücken:
{\displaystyle L=hfv^{\perp }r}
{\displaystyle E=hf{\sqrt {1-2M/r}}}
{\displaystyle h} steht hier für die Planck-Konstante und {\displaystyle f} für die Frequenz.
Die Bewegungsgleichungen werden mit dem Term
{\displaystyle \xi :={\sqrt {E^{2}-\left(1-2M/r\right)\left({\frac {L^{2}}{r^{2}}}\right)}}}
als Funktion der Erhaltungsgrößen und den Komponenten der lokalen Dreier-Geschwindigkeit {\displaystyle v} jetzt zu:
| bezüglich des Parameters {\displaystyle \lambda }:                                   | als Funktion von {\displaystyle v}:                                                                          |
| ------------------------------------------------------------------------------------ | --- |
| {\displaystyle {\frac {\mathrm {d} r}{\mathrm {d} \lambda }}=\xi }                   | {\displaystyle {\frac {\mathrm {d} r}{\mathrm {d} \lambda }}=E\;v^{\parallel }}                              |
| {\displaystyle {\frac {\mathrm {d} \phi }{\mathrm {d} \lambda }}={\frac {L}{r^{2}}}} | {\displaystyle {\frac {\mathrm {d} \phi }{\mathrm {d} \lambda }}={\frac {E\;v^{\perp }}{r{\sqrt {1-2M/r}}}}} |
| {\displaystyle {\frac {\mathrm {d} t}{\mathrm {d} \lambda }}={\frac {E}{1-2M/r}}}    | |

#### Shapiroverzögerte Geschwindigkeit
Die Komponenten {\displaystyle u_{\perp }} und {\displaystyle u_{\parallel }} der shapiroverzögerten Geschwindigkeit {\displaystyle u} im System eines hinreichend weit entfernten unbewegten Beobachters sind:
{\displaystyle u_{\perp }=v^{\perp }{\sqrt {1-2M/r}}}
{\displaystyle u_{\parallel }\;=v^{\parallel }\;\;(1-2M/r)}
Dabei ist {\displaystyle v^{\parallel }} erneut die radiale und {\displaystyle v^{\perp }} die azimutale Komponente der lokalen Dreier-Geschwindigkeit. Die radiale Komponente enthält das Quadrat des Wurzelterms, da zusätzlich zur gravitativen Zeitdilatation noch eine radiale Längenkontraktion von ebenfalls {\displaystyle {\sqrt {1-2M/r}}} auftritt.

### Anwendungen
Die äußere Schwarzschild-Metrik beschreibt in guter Näherung das Gravitationsfeld eines stellaren Objekts. Auf unser Sonnensystem angewendet, stimmen die so berechneten Werte für die Ablenkung des Lichts an der Sonne mit den Beobachtungen überein. Auch die Abweichung der Periheldrehung Merkurs von dem mit der klassischen Mechanik ermittelten Wert lässt sich mithilfe der Schwarzschildmetrik erklären. Für die Physik innerhalb und außerhalb von Sternen verwendet man das vollständige Schwarzschild-Modell mit der inneren Schwarzschild-Lösung für den Bereich innerhalb des Sterns.

### Koordinatensysteme
Das Linienelement in einer Schwarzschild-Karte für eine statische, kugelsymmetrische Raumzeit hat allgemein die Form
{\displaystyle \mathrm {d} s^{2}=-f(r)^{2}\,\mathrm {d} t^{2}+g(r)^{2}\,\mathrm {d} r^{2}+r^{2}\,\mathrm {d} \Omega ^{2}}
und das für eine isotrope Karte einer statischen, kugelsymmetrischen Raumzeit
{\displaystyle \mathrm {d} s^{2}=-f(r)^{2}\,\mathrm {d} t^{2}+h(r)^{2}\left(\mathrm {d} r^{2}+r^{2}\,\mathrm {d} \Omega ^{2}\right)}
mit dem Raumwinkelelement {\displaystyle \mathrm {d} \Omega ^{2}=\mathrm {d} \theta ^{2}+\sin ^{2}\theta \,\mathrm {d} \phi ^{2}} und den Koordinaten
{\displaystyle -\infty <t<\infty ,\quad r_{1}<r<r_{2},\quad 0<\theta <\pi ,\quad -\pi <\phi <\pi .}
Dabei sind {\displaystyle f,g} und {\displaystyle h} beliebige Funktionen der radialen Koordinate {\displaystyle r}. Neben den Schwarzschild-Koordinaten gibt es daher eine Reihe weiterer Koordinatensysteme, die bei der Untersuchung unterschiedlicher Aspekte der Schwarzschild-Lösung vorteilhaft sind. In der folgenden Tabelle sind alle Koordinaten, die sich von den Schwarzschild-Koordinaten unterscheiden, mit einer Tilde gekennzeichnet:
| Koordinaten                        | Linienelement | Bemerkung | Eigenschaften |
| ---------------------------------- | --- | --- | --- |
| Schwarzschild                      | {\displaystyle -\left(1-{\frac {r_{\rm {s}}}{r}}\right)\mathrm {d} t^{2}+{\frac {1}{1-{\frac {r_{\rm {s}}}{r}}}}\mathrm {d} r^{2}+r^{2}\,\mathrm {d} \Omega ^{2}} | | Flächen mit konstanter Zeit und konstantem Radius sind Kugeln (passende Krümmung und Fläche).                                                 |
| Eddington-Finkelstein (einlaufend) | {\displaystyle -\left(1-{\frac {r_{\rm {s}}}{r}}\right)\,\mathrm {d} {\tilde {v}}^{2}+2\,\mathrm {d} {\tilde {v}}\,\mathrm {d} r+r^{2}\,\mathrm {d} \Omega ^{2}} | {\displaystyle \textstyle {\tilde {v}}=t+\left(r+r_{\rm {s}}\ln \left\|{\frac {r}{r_{\rm {s}}}}-1\right\|\right)}                                                                | regulär bei {\displaystyle r=r_{\rm {s}}}, in die Zukunft erweitert, für einfallendes Licht: {\displaystyle \mathrm {d} {\tilde {v}}=0}       |
| Eddington-Finkelstein (auslaufend) | {\displaystyle -\left(1-{\frac {r_{\rm {s}}}{r}}\right)\,\mathrm {d} {\tilde {u}}^{2}-2\,\mathrm {d} {\tilde {u}}\,\mathrm {d} r+r^{2}\,\mathrm {d} \Omega ^{2}} | {\displaystyle \textstyle {\tilde {u}}=t-\left(r+r_{\rm {s}}\ln \left\|{\frac {r}{r_{\rm {s}}}}-1\right\|\right)}                                                                | regulär bei {\displaystyle r=r_{\rm {s}}}, in die Vergangenheit erweitert, für ausfallendes Licht: {\displaystyle \mathrm {d} {\tilde {u}}=0} |
| Gullstrand-Painlevé                | {\displaystyle -\left(1-{\frac {r_{\rm {s}}}{r}}\right)\,\mathrm {d} {\tilde {t}}^{2}+2{\sqrt {\frac {r_{\rm {s}}}{r}}}\,\mathrm {d} {\tilde {t}}\,\mathrm {d} r+\mathrm {d} r^{2}+r^{2}\,\mathrm {d} \Omega ^{2}} | {\displaystyle \textstyle {\tilde {t}}=t+2{\sqrt {rr_{\rm {s}}}}-r_{\rm {s}}\ln \left\|{\frac {{\sqrt {\frac {r}{r_{\rm {s}}}}}+1}{{\sqrt {\frac {r}{r_{\rm {s}}}}}-1}}\right\|} | regulär bei {\displaystyle r=r_{\rm {s}}} |
| isotrop (Kugel)                    | {\displaystyle \textstyle -\left({\frac {1-{\frac {r_{\rm {s}}}{4{\tilde {\rho }}}}}{1+{\frac {r_{\rm {s}}}{4{\tilde {\rho }}}}}}\right)^{\!\!2}\mathrm {d} t^{2}+\left(1+{\frac {r_{\rm {s}}}{4{\tilde {\rho }}}}\right)^{\!4}\left(\mathrm {d} {\tilde {\rho }}^{2}+{\tilde {\rho }}^{2}\mathrm {d} \Omega ^{2}\right)}           | {\displaystyle r=\left(1+{\frac {r_{\rm {s}}}{4{\tilde {\rho }}}}\right)^{2}{\tilde {\rho }}}                                                                                    | Lichtkegel für Ebenen konstanter Zeit sind isotrop.                                                                                           |
| isotrop (kartesisch)               | {\displaystyle \textstyle -\left({\frac {1-{\frac {r_{\rm {s}}}{4{\tilde {\rho }}}}}{1+{\frac {r_{\rm {s}}}{4{\tilde {\rho }}}}}}\right)^{\!\!2}\mathrm {d} t^{2}+\left(1+{\frac {r_{\rm {s}}}{4{\tilde {\rho }}}}\right)^{\!4}\left(\mathrm {d} {\tilde {x}}^{2}+\mathrm {d} {\tilde {y}}^{2}+\mathrm {d} {\tilde {z}}^{2}\right)} | {\displaystyle {\tilde {\rho }}={\sqrt {{\tilde {x}}^{2}+{\tilde {y}}^{2}+{\tilde {z}}^{2}}}}                                                                                    | Lichtkegel für Ebenen konstanter Zeit sind isotrop.                                                                                           |
| Kruskal-Szekeres                   | {\displaystyle -{\frac {4r_{\rm {s}}^{3}}{r}}e^{-{\frac {r}{r_{\rm {s}}}}}\,\left(\mathrm {d} {\tilde {T}}^{2}-\mathrm {d} {\tilde {R}}^{2}\right)+r^{2}\,\mathrm {d} \Omega ^{2}} | {\displaystyle {\tilde {T}}^{2}-{\tilde {R}}^{2}=\left(1-{\frac {r}{r_{\rm {s}}}}\right)e^{\frac {r}{r_{\rm {s}}}}}                                                              | regulär bei {\displaystyle r=r_{\rm {s}}}, auf die gesamte Raumzeit erweitert                                                                 |
| Lemaître                           | {\displaystyle -\mathrm {d} {\mathcal {\tilde {T}}}^{2}+{\frac {r_{\rm {s}}}{r}}\,\mathrm {d} {\mathcal {\tilde {R}}}^{2}+r^{2}\,\mathrm {d} \Omega ^{2}} | {\displaystyle r=\left({\tfrac {3}{2}}({\mathcal {\tilde {R}}}-{\mathcal {\tilde {T}}})\right)^{\frac {2}{3}}r_{\rm {s}}^{\frac {1}{3}}}                                         | regulär bei {\displaystyle r=r_{\rm {s}}}, für einfallende Teilchen: {\displaystyle \mathrm {d} {\tilde {R}}=0}                               |

## Innere Lösung
Die innere Schwarzschild-Lösung beschreibt die Metrik einer homogen gedachten inkompressiblen Flüssigkeitskugel. Die Lösung berücksichtigt sowohl die Volumenzunahme durch die Krümmung des Raumes als auch die Potentialverringerung durch die Zeitkrümmung im Inneren und somit eine konstante Teilchendichte. Die Integration der Feldgleichungen reduziert sich auf die Summation eines Potentials (von {\displaystyle r=0} bis {\displaystyle r=R} für einen Körper mit Radius {\displaystyle R}). Für die Zusammengehörigkeit beider Lösungen ist Voraussetzung, dass an der Grenzfläche die Metrik und ihre ersten Ableitungen jeweils übereinstimmen.

### Linienelement
Für ein statisches, ideales Fluid mit konstanter Dichte {\displaystyle \rho _{0}} im inneren Bereich {\displaystyle \textstyle r\leq R} des stellaren Objekts erhält man für das Linienelement
{\displaystyle \mathrm {d} s^{2}=g_{\mu \nu }\mathrm {d} x^{\mu }\mathrm {d} x^{\nu }=-{\frac {1}{4}}\left(3{\sqrt {1-{\frac {r_{\mathrm {s} }}{R}}}}-{\sqrt {1-{\frac {r_{\mathrm {s} }r^{2}}{R^{3}}}}}\right)^{2}c^{2}\mathrm {d} t^{2}+{\frac {1}{1-{\frac {r_{\mathrm {s} }r^{2}}{R^{3}}}}}\mathrm {d} r^{2}+r^{2}\mathrm {d} \theta ^{2}+r^{2}\sin ^{2}(\theta )\;\mathrm {d} \phi ^{2}}
eine strenge Lösung der einsteinschen Feldgleichungen. {\displaystyle R} ist der Wert der radialen Variable an der Grenzfläche der inneren Lösung und der äußeren Lösung, somit der Wert an der Oberfläche des stellaren Objekts.
Durch die Substitution {\displaystyle \textstyle {\mathcal {R}}^{2}={\frac {3c^{2}}{8\pi G\rho _{0}}}=R^{3}/r_{\mathrm {s} }} lässt sich das Linienelement auch in der Form
{\displaystyle \mathrm {d} s^{2}=-{\frac {1}{4}}\left(3{\sqrt {1-{\frac {R^{2}}{{\mathcal {R}}^{2}}}}}-{\sqrt {1-{\frac {r^{2}}{{\mathcal {R}}^{2}}}}}\right)^{2}c^{2}\mathrm {d} t^{2}+{\frac {1}{1-{\frac {r^{2}}{{\mathcal {R}}^{2}}}}}\mathrm {d} r^{2}+r^{2}\mathrm {d} \theta ^{2}+r^{2}\sin ^{2}(\theta )\mathrm {d} \phi ^{2}}
schreiben.

### Geometrische Deutung
Die von Einstein in die Gravitationsphysik eingeführten geometrischen Methoden legen es nahe, auch das obige Linienelement geometrisch zu deuten. Durch die Koordinatentransformation
{\displaystyle r={\mathcal {R}}\sin \eta ,\qquad \mathrm {d} t=2{\mathcal {R}}\ \mathrm {d} \psi ,\qquad R={\mathcal {R}}\sin \eta _{\mathrm {g} }}
erhält man
{\displaystyle \mathrm {d} s^{2}={\mathcal {R}}^{2}\mathrm {d} \eta ^{2}+{\mathcal {R}}^{2}\sin ^{2}(\eta )\,\mathrm {d} \theta ^{2}+{\mathcal {R}}^{2}\sin ^{2}(\eta )\,\sin ^{2}(\theta )\,\mathrm {d} \phi ^{2}+\left(3{\mathcal {R}}\cos \eta _{\mathrm {g} }-{\mathcal {R}}\cos \eta \right)^{2}\mathrm {d} \psi ^{2}}.
Dadurch wird ersichtlich, dass der Raumteil der Metrik das Linienelement auf einer dreidimensionalen Kugelhaube im vierdimensionalen ebenen Raum mit dem Radius {\displaystyle {\mathcal {R}}} und mit dem Öffnungswinkel {\displaystyle \eta _{\mathrm {g} }} ist.

## Vollständige Schwarzschild-Lösung

Querschnitt durch die Kugelhaube und das flammsche Paraboloid mit

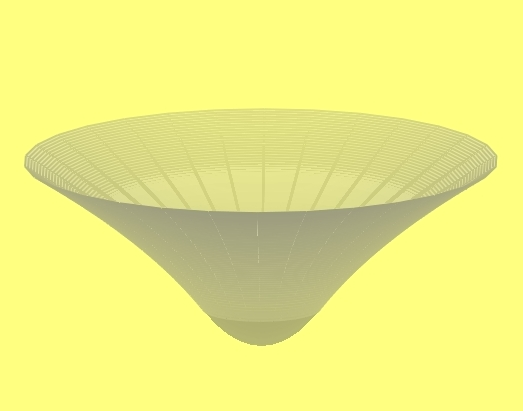
Vollständige schwarzschildsche Lösung

Um zu einer Vorstellung zu kommen, wie sich die vollständige schwarzschildsche Lösung mit Hilfe einer Extradimension in einem ebenen Raum einbetten lässt, beschränkt man sich zunächst auf die ersten zwei Terme der Linienelemente. Die äußere Lösung wird durch das flammsche Paraboloid visualisiert. Diese Fläche wird an geeigneter Stelle {\displaystyle r=R} abgeschnitten und von unten her eine Kugelhaube so angepasst, dass die Tangentialflächen beider Schwarzschild-Flächen zusammenfallen.
Hinzunahme des dritten Terms in der Metrik bringt eine Wiederholung dieser Überlegung für eine weitere Teilfläche. Der Zeitteil der Metrik ist nur dann verständlich, wenn man den darin enthaltenen Faktor 3 auf eine Grundeigenschaft der Parabel als bestimmende Kurve der äußeren Lösung zurückführt. Verlängert man den Krümmungsvektor der Parabel bis zu ihrer Leitlinie, so haben die Abschnitte der entstehenden Strecke das Verhältnis 1:2. Da an der Grenzfläche der Abstand der Parabel zur Leitlinie {\displaystyle {\mathcal {R}}} ist, hat der Krümmungsvektor dort die Länge {\displaystyle 2{\mathcal {R}}} und die ganze Strecke {\displaystyle 3{\mathcal {R}}}. Die Projektion in die Richtung der Extradimension ist {\displaystyle 3{\mathcal {R}}\cos \eta _{\mathrm {g} }}. Der Radiusvektor zu einem beliebigen Punkt auf der Kugelhaube hat die Projektion {\displaystyle {\mathcal {R}}\cos \eta }. Die beiden Strecken werden um den imaginären Winkel {\displaystyle \mathrm {i} \psi } rotiert. Es entstehen zwei konzentrische imaginäre (offene) Kreise, deren pseudoreelles Abbild Hyperbeln sind. (Imaginäre Kreise werden auch Hyperbeln konstanter Krümmung genannt.) Der Abstand der Kreise entspricht dem Klammerausdruck in der obigen Metrik. Beim Fortschreiten auf den Kreisen um {\displaystyle \mathrm {d} \,\mathrm {i} \psi } überstreicht diese Strecke eine Fläche, die proportional zur vergangenen Zeit ist.

### Erhaltungssatz
Der Energie-Impulstensor des idealen, statischen Fluids hat in kartesischen Koordinaten die Form
{\displaystyle (T_{\mu \nu })={\begin{pmatrix}c^{2}\rho _{0}&0&0&0\\0&p&0&0\\0&0&p&0\\0&0&0&p\end{pmatrix}}}.
Der hydrostatische Druck
{\displaystyle p={1 \over \kappa }{\frac {3}{{\mathcal {R}}^{2}}}{\frac {\cos \eta -\cos \eta _{\mathrm {g} }}{3\cos \eta _{\mathrm {g} }-\cos \eta }},\qquad \kappa =8\pi G/c^{2}}
nimmt nach innen zu, was der Anziehung der Flüssigkeitskugel auf ihre äußeren Teile entspricht. Ein Blick auf den Nenner der Druckfunktion zeigt, dass bei zu großem Grenzwinkel {\displaystyle \eta _{\mathrm {g} }} der Druck unendlich wird, bzw. das Vorzeichen wechselt und nach außen gerichtet ist. Dadurch geht die Stabilität des Himmelskörpers verloren. Andererseits hat die Druckfunktion eine so steile Flanke, dass man durch die innere Schwarzschild-Lösung auch exotische Objekte beschreiben kann, deren innerer Druck so hoch ist, dass die atomare oder sogar die elementare Struktur der Materie zusammenbricht. Keinesfalls kann jedoch an den Ereignishorizont eine Halbkugel angepasst werden. Im Rahmen der vollständigen Schwarzschild-Lösung können daher keine Schwarzen Löcher beschrieben werden.
Die Energiedichte
{\displaystyle c^{2}\rho _{0}={\frac {1}{\kappa }}{\frac {3}{{\mathcal {R}}^{2}}}}
entspricht bis auf den Faktor {\displaystyle c^{2}} der Materiedichte und ist konstant, was die Inkompressibilität der Flüssigkeit zum Ausdruck bringt. Mit der Kontinuitätsgleichung
{\displaystyle \nabla _{\mu }T^{\mu \nu }=0}
wobei {\displaystyle \nabla } für die kovariante Ableitung steht, lässt sich zeigen, dass Druck und Energiedichte kovariant erhalten sind. Aus dem Aufbau von {\displaystyle T_{\mu \nu }} erhält man
{\displaystyle \nabla _{\mu }p=\left(p+c^{2}\rho _{0}\right)E_{\mu },\qquad {\dot {p}}=0,\qquad {\dot {\rho }}_{0}=0}.
Die Druckzunahme nach innen ist durch die Schwerewirkung des Gravitationsfeldes
{\displaystyle (E_{\mu })=\left(-{\frac {1}{\mathcal {R}}}{\frac {\sin \eta }{3\cos \eta _{\mathrm {g} }-\cos \eta }},0,0,0\right)}
bestimmt. Druck und Energiedichte sind zeitlich konstant. Die innere Schwarzschild-Lösung ist daher ein Versuch der Geometrisierung der Materie.

## Verallgemeinerungen zu anderen Metriken
Die Schwarzschild-Metrik lässt sich durch Hinzunahme weiterer Phänomene wie elektrischer Ladung, Drehimpuls oder Extradimensionen verallgemeinern.
Eine exakte Lösung der einsteinschen Feldgleichungen für die Hinzunahme von Drehimpuls ist die Kerr-Metrik, die eine Vakuumlösung rotierender, aber ungeladener schwarzer Löcher darstellt. Betrachtet man weiterhin statische (verschwindender Drehimpuls), aber elektrisch geladene schwarze Löcher, erhält man als exakte Lösung die Reissner-Nordström-Metrik. Die Kerr-Newman-Metrik ist eine exakte Lösung für sowohl rotierende als auch elektrisch geladene schwarze Löcher in vier Dimensionen.
Die einfachste exakte Lösung Schwarzschild-artiger schwarzer Löcher in {\displaystyle n} (räumlichen) Extradimensionen (sodass insgesamt {\displaystyle D=4+n} Dimensionen verwendet werden) ist die Schwarzschild-Tangherlini-Metrik. Sie stellt ebenfalls die Lösung des elektrisch neutralen, statischen Problems dar.
Eine weitere Verallgemeinerung für den Fall zeitlich nicht konstanter Masse (z. B. aufgrund von Hawking-Strahlung) stellt die Vaidya-Metrik dar.